# Helpaphorus
Helpaphorus là một chi bướm đêm thuộc họ Pterophoridae.

## Các loài
- Helpaphorus boby Gibeaux, 1994
- Helpaphorus festivus (Bigot, 1964)
- Helpaphorus griveaudi (Bigot, 1964)
- Helpaphorus imaitso Gibeaux, 1994
- Helpaphorus testaceus Gibeaux, 1994